# Мария Воденска
Мария Воденска Дургутова (на македонска литературна норма: Марија Воденска Дургутова) е писателка и поетеса от Северна Македония.

## Биография
Родена е в 1942 година във воденското село Цакони. Изведена е от страната по време на Гражданската война в групата на така наречените деца бежанци. Завършва Филологическия факултет на Скопския университет. Работи като университетски преподавател и журналист. Член е на Дружеството на писателите на Македония от 1993 година.
Воденска е активистка на егейската емиграция в Северна Македония, председателка е на сдружението „Егей“.

## Творчество
- Гранитна есен (поезия, 1985)
- Три чешми (документална проза, 1990)
- Беломорка (роман, 1991)
- Раселени прва книга (документална проза, 1998)
- Раселени втора книга (1999)
- Христијан (роман за деца, 2000)
- Беломорка втора книга (2000)